# 黃少安 (武警)
黃少安，男，中共黨員、武警少將

## 生平
曾任武警宝鸡市二支队政委、武警宝鸡市支队政委、武警陕西省总队政治部主任等职，而後接替呂能亞任武警福建省总队政委。